# Pezoporus
Pezoporus – rodzaj ptaków z podrodziny dam (Loriinae) w obrębie rodziny papug wschodnich (Psittaculidae).

## Zasięg występowania
Rodzaj obejmuje gatunki występujące na kontynencie australijskim.

## Morfologia
Długość ciała 23–30 cm; masa ciała około 130 g.

## Systematyka

### Etymologia
- Pezoporus: gr. πεζοπορος pezoporos „pieszy, iść na piechotę”, od πεζοπορεω pezoporeō „iść”, od πεζος pezos „chodzić”; πορος poros „droga do osiągnięcia”[5].
- Geopsittacus: gr. γεω- geō- „ziemny-”, od γη gē „ziemia”; ψιττακος psittakos „papuga”[6]. Gatunek typowy: Geopsittacus occidentalis Gould, 1861.

### Podział systematyczny
Do rodzaju należą następujące gatunki:
- Pezoporus occidentalis (Gould, 1861) – papużka żółtobrzucha
- Pezoporus wallicus (R. Kerr, 1792) – papużka ziemna
- Pezoporus flaviventris North, 1911 – papużka trawna